# شايس هيدلي
شايس هيدلي (بالإنجليزية: Chase Headley)‏ هو لاعب كرة قاعدة أمريكي، ولد في 9 مايو 1984 في فاونتن في الولايات المتحدة.

## وصلات خارجية
- شايس هيدلي على موقع دوري كرة القاعدة الرئيسي (الإنجليزية)
- شايس هيدلي على موقعبيزبول رفرنس.كوم (الدوري الرئيسي) (الإنجليزية)
- شايس هيدلي على موقعبيزبول رفرنس.كوم (الدوري الثانوي) (الإنجليزية)
- شايس هيدلي على موقع إي إس بي إن.كوم (أم.أل.بي) (الإنجليزية)
- شايس هيدلي على موقع مشجعي الرسوم البيانية (الإنجليزية)